# Mölnbo
Mölnbo è un'area urbana della Svezia situata nel comune di Södertälje, contea di Stoccolma.
La popolazione risultante dal censimento 2010 era di 1 052 abitanti .

## Infrastrutture e trasporti
L'area urbana di Mölnbo è attraversata dalla linea ferroviaria suburbana 48 (Pendeltåg), nella cittadina è infatti possibile trovare una stazione ferroviaria, oltre che due fermate della linea di autobus 786.

## Geografia fisica
La cittadina si trova nei pressi dei laghi Långsjön e Bergasjön.